# 蘇哈托
蘇哈托（印尼語發音：[suˈharto] ⓘ，民間常拼作，1921年6月8日—2008年1月27日）是印度尼西亚政治人物、独裁者，自1967年任印尼总统至1998年，统治长达32年。他透过军事力量掌握政权，其统治被广泛认为具有独裁特征，伴随大规模屠杀、言论钳制、腐败与贪污等争议。根据透明国际（Transparency International）报告，苏哈托被认为是20世纪最贪腐的国家元首之一。
1965年9月30日，印尼發生一次流產政變——九三零事件。一批左翼军官被指联同共产党试图夺权，政變被時任總統蘇卡諾鎮壓后，蘇哈托领导陆军战略指挥部趁機獨攬大權。蘇哈托反指政變是由蘇卡諾親信發動的，乘機推翻了親共親蘇的蘇卡諾政權，掌握實際權力。除肃清左翼人士，他还在全国掀起大规模排华浪潮，並且奪取印尼建國總統蘇卡諾的權力，于1967年被任命為代總統，並在隔年成為正式總統。作为总统，苏哈托结束了印尼—马来西亚对抗，并通过访问马来西亚以加强两国关系。
1970年代到1980年代，蘇哈托的權力達到鼎盛，至1990年代，蘇哈托政府的獨裁主義和貪污情形，讓他招致人民的不滿。在1997年遭逢到金融危機之後引發的黑色五月暴動造成蘇哈托於1998年的5月黯然下台。在蘇哈托下台之後，其任內的贪污指控以及針對華人的種族屠殺事件讓他遭到起訴。之後，由於蘇哈托日漸惡化的身體狀況和印尼國內輿論的興起，使追訴行動最後作罷；他在2008年去世。
蘇哈托統治的31年間所造成的影響相當有爭議性。在他所宣稱的「新秩序」下，蘇哈托建立了一個中央集權、軍事主導且強大的政府。由於他有能力使紛亂的印尼維持穩定，且建立一個反共的政府，讓他在外交上和經濟上在冷戰期間得到西方的支持。此外，蘇哈托強行吞併東帝汶，造成至少100,000人死亡。他统治印尼所带来的负面影响以及其380亿美元的净资产在国内外仍然争论不休。

## 早年生活
蘇哈托於1921年6月8日出生於荷屬東印度日惹市附近一個名叫克穆苏克的小村莊。
蘇哈托的雙親都是爪哇農民，是他父親第二任妻子的獨子。父親克托蘇迪羅（Kertosudiro）與前妻尚育有兩子，為村中掌管水利灌溉的公務員。母親蘇奇拉（Sukirah）是當地人，為日惹蘇丹哈孟库布沃诺五世大妾的親戚；在蘇哈托出生五周後，他的母親開始受精神衰弱所苦，因此他改由他的姑婆克羅莫迪爾佐（Kromodirjo）照顧。
蘇哈托的父母在他很年輕的時候便離婚，之後他們兩個都再婚。蘇哈托三歲時，他回到母親身邊，當時他母親再嫁給一名當地農夫，蘇哈托便在他的稻田中工作。1929年，蘇哈托的父親帶他去他姊姊那邊居住，他的姊夫普拉維羅維哈佐（Prawirowihardjo）是武揚托羅（Wuryantoro）中一個貧窮聚落的農業主管。之後他被繼父帶回克穆苏克兩年，兩年後又回到在武揚托羅的父親身邊。
姊夫普拉維羅維哈佐獨立扶養蘇哈托長大，並且在武揚托羅給他一個穩定的家庭；在蘇哈托的眼中，姊夫其實更像父親。1931年他移居沃诺吉里念小學；一開始他和姊姊的兒子蘇拉迪（Sulardi）同住，後來他和父親的親戚哈佐维约诺（Hardjowijono）一起住。
蘇哈托認識了達亞特莫（Darjatmo），一個熟習爪哇神秘藝術和信仰治療的巫師。達亞特莫影響他至深，蘇哈托在當上總統之後仍然時常聽一些咒文。後來由於學費難以為繼，蘇哈托與父親搬回克穆苏克，在學費較低廉的日惹穆罕馬迪亞中學繼續學業，直到1939年。
跟其他爪哇居民一樣，蘇哈托沒有姓氏。另外，由於他的信仰，他有時也被稱為「哈吉」（Haji），或是「埃爾-哈吉·穆罕默德·蘇哈托」（el-Haj Mohammed Suhart），但這些稱號不屬於他真正的名字。在英文媒體中，蘇哈托的名字通常依現代印尼語拼音寫作「Suharto」。但在印尼，人名的寫法通常是按照本人的意願。蘇哈托出生時定名為「Soeharto」。而因為他本人比較喜歡他原本的名字，因此在印尼的政府和媒體通常寫作「Soeharto」。華人方面，棉蘭美達村（Metal）梅縣客家話對蘇哈托戲稱“樹下倒”（客語白話字：Su-hâ-tó；IPA：/su⁵²ha⁴⁴tɔ³¹/）。
蘇哈托的教育歷程與其他印尼民族主義者（如蘇卡諾）較為不同，他對於反殖民主義較沒興趣。蘇卡諾等人與歐洲殖民政府有較多的關聯，但蘇哈托在年輕時甚至連荷蘭語都不會說，直到1940年代他加入荷蘭軍隊之後才開始說荷蘭語。

## 軍旅生涯

### 二次大戰與印尼日據時期
蘇哈托在他18歲時完成學業，並在武揚托羅的一家銀行得到一份文書方面的工作。但在一輛腳踏車意外的撕破他唯一的工作服之後，即被迫辭職。在失業一陣子之後，蘇哈托於1940年6月加入了荷蘭皇家東印度陸軍，在日惹附近的昂望進行基礎訓練。後來，荷蘭被德國占領，日本對於印尼的石油資源虎視眈眈。為了抵抗危機，東印度陸軍開始接受爪哇人加入軍隊。於是蘇哈圖加入了朗帕爾（Rampal）的第十三大隊，並在荷軍在昂旺的幹校（Kaderschool）接受短期訓練，成為一名士官，分發基薩盧雅（Cisarua）的後備營。
1942年3月，荷蘭投降日本，蘇哈托放棄他的荷蘭軍籍，回到武揚托羅。在過了一個月的失業生活之後，他加入了日軍所組成的日惹保安隊。1943年10月，蘇哈托從保安隊轉任日本的傀儡民兵「鄉土防衛義勇軍」，並當到排長。在這段時間，他認識到了日本的武士道，並用以統領軍隊，並且他也激起他的反荷的民族主義思想。但在此時，他的民族主義是指向日本軍國主義的。據信，民族主義和軍國主義影響蘇哈托的思想至深。
蘇哈托在鄉土防衛義勇軍被分發到日惹南部的瓦特斯，進行海防的工作。1944年4月至8月，他在茂物接受連長訓練。擔任連長後，他開始在雅加達、梭羅市和茉莉芬訓練新兵。1945年8月，日本投降，印度尼西亞宣布獨立。當時蘇哈托正在遙遠的貝雷貝格地區（維利斯火山半山腰）訓練新兵，以填補1945年2月由蘇普里亞迪在勿里達所領導的防衛義勇軍反抗事件中，被日軍處決的軍人。

### 印尼獨立運動
日本投降兩日後，獨立領袖蘇卡諾和穆罕默德·哈達宣布印度尼西亞共和國獨立，並擔任共和國的首任總統和副總統。蘇哈托按日本的命令解散他的軍團，並回到日惹。在印尼的獨立幾乎成為事實的時候，蘇哈托與前義勇軍的同事奥马尔·斯拉梅（Umar Slamet）在1945年10月5日，一起建立了一個戰鬥單位，支援革命運動。蘇哈托領導這個部隊攻擊日軍在日惹的幾個據點，繳獲了大量軍械。後來這個單位被併入印尼武裝部隊（Tentara Keamanan Rakjat / TKR），蘇哈托也在印尼正式獨立時，晉升到了少校的位置。
他受命指揮第一軍團的第五營，此營原隸屬蘇達索諾（Sudarsono）上校所屬的第六師。1945年10月前，這個師控制了整個日惹，負責管理尚未遣返的投降日軍。盟軍隨後抵達印尼，企圖將印尼恢復戰前狀態。英軍從其佔領的三寶瓏進軍日惹，引發共和國軍的抵抗，他們不想再次回到荷蘭的統治之下。1945年10月-12月，雙方在馬格朗和安巴拉瓦進行一連串的戰鬥。共和國軍擊退英軍，迫使其轉進三寶瓏。蘇哈托在戰場上的表現引起共和國軍指揮官蘇迪爾曼的注意，並在1946年初將其轉調第三軍團第六師（2,250人），晉升中校。1946年5月，蘇哈托的傘兵第六師被併入第三師，受剛升中將的蘇達索諾（Sudarsono）管轄。1946年5月17日，英國將三寶瓏的控制權移交荷蘭「虎營」。蘇哈托參與了肯德爾（Kendal）的戰役，所屬的第三師成功阻卻了荷蘭軍隊南下。
隨著蘇哈托的地位越來越高，1946年6月，蘇納托·庫蘇莫迪佐（Sunarto Kusumodirdjo）中校邀請他起草戰鬥領導總部（MPP）的方針。戰鬥領導總部是一個統合印尼民族主義武裝的機構。
1946年1月，共和國首都從雅加達遷至日惹。蘇卡諾政府決定開始與荷蘭談判，但這引起許多派系的反對。這些反對的派系聯合成一個團體，稱為PP（Persatoean Perdjoangan），由共產黨政治家陳馬六甲領導。PP反對與荷蘭談判的行動博得許多派系和武裝的支持，包括前述的指揮官蘇迪爾曼和蘇達索諾中將。1946年6月27日，蘇達索諾發動政變，下令綁架支持談判的總理蘇丹·夏赫里爾，史稱「703事件」。蘇卡諾通緝蘇達索諾，蘇達索諾帶著被綁架的夏赫里爾躲在蘇哈托在日惹郊區的團部中。蘇哈托雖給予其庇護，一方面卻也秘密地與蘇迪爾曼聯繫，詢問他對於政變的看法。蘇迪爾曼告訴蘇哈托自己並不支持這個行動。1946年7月日，蘇迪爾曼向蘇卡諾表示自己不支持蘇達索諾，蘇哈托下令逮捕蘇達索諾，並釋放夏赫里爾總理以示忠誠，這讓他在接下來對於第三師的清洗中，能夠全身而退。
703事件後，第三師重新整編。1946年8月前，蘇哈托成為第三師（現名Kodam IV/Diponegoro）第22團的首領，以日惹為根據地，駐守中爪哇省區域。根據荷蘭的情報，在1947年中，蘇哈托的軍團已有4個營，定期輪調到北方的三寶瓏附近駐守，以牽制那邊的荷蘭軍隊。荷蘭方面的情報還指出，在華裔印尼商人林紹良的協助下，蘇哈托還與走私集團合作販運鴉片。以以物易物的方式，處獲得武器、食物、衣物，和其他補給品。

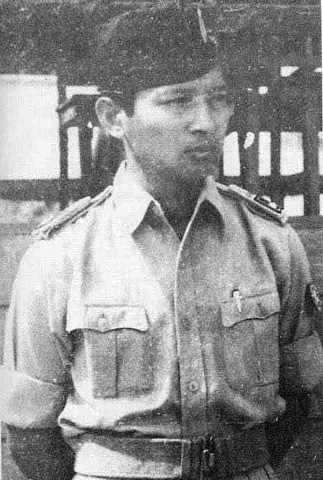
中校時代的蘇哈托，攝於1947年

1947年7月21日，荷蘭對於共和國控制區域主動發動攻擊。在8月4日聯合國進行調停之前，荷軍虎營將戰線從三寶瓏推進至馬格朗。蘇哈托帶領他的軍力進行抵禦，並隨後定期輪調駐守北日惹的停戰線，並擔任前線指揮官。
1947年12月26日，蘇哈托與西蒂·哈蒂娜於梭罗市結婚。西蒂·哈蒂娜梭罗是旺古尼嘉蘭（Mangkunegaran）王室低階貴族的成員。
他們兩個的婚姻相當持久且美滿，持續到1996年哈蒂娜逝世為止。他們育有六子：西蒂·哈迪扬蒂·鲁克马纳（暱稱「图图特」 (Tutut)，1949年生）、西吉特·哈约尤丹托（1951生）、班邦·特里哈特莫佐（1953年生）、西蒂·赫迪亚蒂·哈里亚迪、胡托莫‧曼达拉‧普特拉（又稱「湯米」 (Tommy)，生於1962年）和西蒂·胡塔米·恩当·阿迪宁西（又稱「瑪米克」 (Mamiek)，1964生）
1948年1月，印尼共和國方面與荷蘭方面簽訂了極度不利的倫維爾協議 ，共和國軍從荷蘭佔領區退回停戰線，控制區域大幅縮小。為了控制無限制增長的武裝人員，總理穆罕默德·哈達裁減了武裝勢力，合理化武裝人員的員額。1948年4月，第三師從16,000人裁減至7,000人。蘇哈托改任第三師第三旅指揮官，下轄四個營。這個編遣行動招致了許多武裝勢力的不滿，引起了許多武裝衝突，並導致甫從蘇聯歸國的穆索所領導的印尼共產黨再度聯合起來。1948年9月底，共軍控制了東爪哇省的茉莉芬，宣布建立「蘇維埃印度尼西亞共和國」，對抗蘇卡諾和哈達。9月22日，印尼共和國指揮官蘇迪爾曼（Sudirman）將派蘇哈托到共黨控制的茉莉芬進行和談，但沒有成功。9月30日，印尼軍隊攻入茉莉芬，擊斃穆索，並在1948年10月底徹底擊敗叛軍。蘇哈托所轄的旅也在日惹東部參與了掃蕩共黨的活動。
1948年12月19日，荷蘭趁著共和國在被共黨耗盡戰力的時候，再度發動攻擊，以期徹底消滅共和國。荷軍先以空降的方式突襲日惹作為戰鬥的開始，擄獲蘇卡諾、哈達，和一些共和國領導人。在同時，共和國軍被迫實施蘇迪爾曼的「軍區策略」（Wehrkreise），轉入農村進行游擊。
蘇哈托將他懷孕的妻子留在被荷蘭佔領的日惹，率領城區南邊鄉村地區的游擊戰。1948年12月28日，第三師指揮官班邦·蘇更上校將中爪哇省分為三個軍區（Wehrkreise）。蘇哈托配分派指揮第三軍區，下轄兩個營，負責日惹周邊的游擊戰事務，總部設於班图尔地區摩洛那山。1949年1月至2月，在蘇哈托負責的範圍內，荷蘭虎營因游擊戰而造成的損失已達44死，129傷 。
1949年3月1日清晨，蘇哈托管轄的武裝和地方民兵發動突襲，重新控制了日惹，但中午又放棄。雖然蘇哈托被大眾認為是策畫這次襲擊的人，但有些資料顯示是日惹蘇丹哈孟库布沃诺九世和第三師司令所策畫。然而，阿卜杜爾·哈里斯·納蘇蒂安將軍說道，蘇哈托在「總攻擊」（印尼語：Serangan Umum）的時候，花了很多心血。而這次攻擊也證明了荷軍根本無法抵抗游擊戰。國際輿論譴責荷蘭違反了倫維爾協議，聯合國安理會和美國要求荷蘭停止武力進犯印尼，並重啟談判。於是，1949年5月7日，雙方又簽訂了羅燕-凡·洛伊健協議。這次的停火協議中，荷蘭方面同意釋放被俘虜的共和國領導人，並將日惹周邊地區歸還給共和國。1949年6月29日，荷軍撤離，蘇哈托負責了日惹的接收。
1949年7月9日，蘇哈托為被釋放的共和國領導人（包括蘇卡諾和哈達）辦了一場歡迎遊行。隔天，他也為了受肺結核病所苦的蘇迪爾曼舉辦一場遊行。1949年12月27日，荷蘭投降，放棄東印度群島的領土主權。

### 獨立後的軍旅生涯

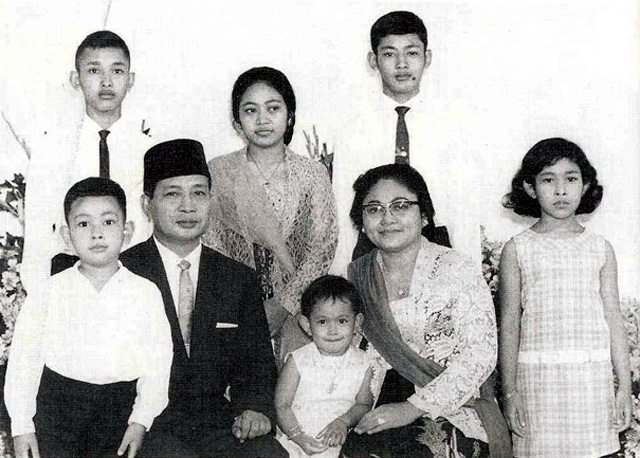
蘇哈托夫婦和六個孩子，攝於1967年。

1950年前，蘇哈托是第五旅的指揮官（"Garuda Mataram Brigade"），管轄四個營，每營各約八百多人。1950年4月。安迪·阿齊茲（Andi Azis）率在荷蘭傀儡政權東印度尼西亞的荷蘭皇家東印度陸軍支持者發動暴亂（望加錫暴亂），蘇哈托的軍隊以遠征軍的身分前往望加錫敉平之。在望加錫的期間，蘇哈托認識了住在隔壁的哈比比家族，他們家族的長子後來成為了蘇哈托的副總統優素福·哈比比，並繼蘇哈托之後就任總統。
蘇哈托的旅在之後同時收編了前荷蘭皇家陸軍和前共和派游擊隊，這是一個相當艱鉅的任務。之後他擊敗了阿利夫·雷特所率領的非正規游擊隊，阿利夫陣亡。1950年6月，蘇哈托的部隊在和前荷蘭皇家陸軍軍人，在望加錫的市中心展開了激烈的巷戰，以17人陣亡的代價獲得勝利。9月，東印度尼西亞解散，成立了一個一统的印度尼西亞共和國，蘇哈托率軍返回中爪哇省。
1951年11月，蘇哈托被任命指揮大批農民軍（九個營），以沙拉迪加為根據地。1951年12月，西爪哇省伊斯蘭之家發生暴動，成立了「印度尼西亞伊斯蘭國」（Negara Islam Indonesia），蘇哈托轄下大多由伊斯蘭教民兵組成的426營也跟著叛變，以支持暴動。1951年12月底至1952年1月底，蘇哈托率領部隊「Operasi Merdeka Timur V」成功擊敗克拉登的叛軍。426營殘部則加入中爪哇省西北部的戰爭，直到1957年才被徹底擊潰。
1953年3月，蘇哈托任步兵第三軍團指揮官，轄四個營，共3,704人，以梭羅市為根據地。這支軍團致力於打擊盤據中爪哇省西北部的前伊斯蘭國叛軍，和在默拉皮火山一帶進行剿匪。他也開始在軍隊中肅清同情左翼者（他下屬中其中一位左傾者即為後來在1965年發動九三〇事件的翁東中校）。在這段期間，蘇哈托體認到，要消滅共產主義和伊斯蘭激進份子，必須讓他們獲得經濟和物質上的滿足。
1956年9月3日，蘇哈托晉升為陸軍上校，任第四軍區指揮官，以三寶瓏為根據地，管轄中爪哇及日惹。後來，蘇門答臘及蘇拉威西群島上的軍事指揮官們，發動一連串反對雅加達政權的政變。1957年3月，蘇卡諾頒布戒嚴令。蘇哈托成為了兩省的戒嚴執行長官，掌握了控制公民事務的權力。他開始自主籌措經費以供養軍隊，軍餉其實應該是由「財經辦公室」所分配，但因為軍餉不足，蘇哈托決定自行籌措。他再度使用他在獨立戰爭籌措財源的方法，成立一個慈善機構，以從省內的企業獲取「捐款」，以減免在貨物及服務方面需額外多繳的「非官方稅」。在華裔商人（如鄭建盛）的幫助下，蘇哈托與新加坡建立起了以物易物的交易模式，交換商品大多為椰果和蔗糖。1959年，蘇哈托的慈善機構已籌措了75,750,800印尼盾（約等於1959年的1683,351美金，相當於現在1330萬美金）
1959年7月5日，蘇卡諾頒布法令，提升了總統的權力，引發了PRRI-Permesta暴動，蘇哈托的下屬有許多涉入此次暴動。中央政府為了重掌地方軍政，納蘇蒂安將軍下令查緝各地軍方的不法行徑，其中包含了蘇哈托在中爪哇的商業行為。1959年7月，納蘇蒂安派松科諾（Sungkono）准將來調查蘇哈托部的經貿行為。調查結果發現，蘇哈托的慈善機構捐款僅有一部分用作慈善用途，其他帳目都未能交代清楚。1959年11月1日，蘇哈托被解除了指揮官的任務，並被指派去萬隆訓練陸軍。
雖然遭遇到了這次挫折，蘇哈托的功勳和其強而有力的靠山讓他的職涯沒有受到太大的傷害。1960年1月，在萬隆的蘇哈托晉升准將。12月，蘇哈托從陸軍指揮和參謀學院畢業，他的畢業論文提到軍方應在政治、經濟和社會發展方面扮演更重要的角色。之後他被派任陸軍參謀總長的副官。1961年3月，他接到一項額外的任務，擔任陸軍後備總部（後改名「武警部隊和戰略儲備」）的指揮官，指揮陸軍新升任的將軍。此外，在1961年10月，他也被指派領導陸軍防空司令部
1962年1月9日，蘇哈托晉升少將，指揮曼達拉司令部，陸海空三軍共約42,000兵力，並打贏在荷屬新幾內亞的戰鬥。原先荷蘭企圖違反1949年荷印圓桌會議的規定，讓新幾內亞獨立於印尼之外。身為曼達拉司令，他頒布範圍擴及蘇拉威西島、摩鹿加群島，和小巽他群島的戒嚴令，影響範圍約500萬平方公里。蘇哈托組織了3,000人的敢死隊，從海上及空中進入爭議地區。但這些敢死隊員大部分掉進叢林，而沒有對於荷蘭的行政中心產生威脅。後來在大批共黨游擊隊的幫忙之下，1962年8月15日，蘇哈托冒險地下令以25,000人以空降和兩棲作戰的方式，進攻荷蘭軍事中心比亞克島，行動代號為「Operasi Djajawidjaja」。然而就在他已經迫近蘇拉威西珀倫島的軍事總部時，卻收到中央下的撤退命令。8月15日，在美國的壓力之下，荷蘭簽訂了紐約協議，在1962年10月將西伊里安島交給聯合國臨時行政管理局（UNTEA）託管。1963年5月1日，UNTEA將領土控制權交還印尼。當日，蘇哈托在總統蘇卡諾面前，於伊里安島的行政中心蘇卡納普拉（今查亞普拉）舉行了一場「勝利遊行」。1963年5月曼達拉司令部解除編制，蘇哈托回到雅加達任KOSTRAD指揮官（即之前的TJADUAD）
由於他的經歷豐富，1963年7月，他被派任軍政諮詢委員會副主任（WANDJAKTI）。蘇哈托又故技重施，利用其KOSTRAD指揮官職權成立了數個前述的慈善機構「jajasan」進行募資。1964年4月，蘇哈托建立了Jajasan Darma Putra，收購運輸業、銀行業和製造業財閥的股份（例如曼達拉欣豐虎航）
在這這段期間，蘇卡諾逐漸將國家將帶往左傾，印尼共產黨在蘇卡諾的默許之下逐漸壯大。然而，共产党的壯大卻触及了保守势力及军方的利益。1964年5月，蘇卡諾因為反對馬來西亞建國，宣布對新成立的馬來西亞發動马印对抗。為了這次对抗，蘇卡諾建立了警備司令部，由空軍總司令歐瑪爾·達尼負責。1964年10月，KOGA改制為曼達拉警備司令部對於廣大的區域進行戒嚴，範圍包含了蘇門答臘、加里曼丹，一直到馬來西亞的邊界。達尼續任指揮官，蘇哈托責備派任KOGA常務次長。KOLAGA組織了印尼士兵和志願軍（以及馬來亞共產黨）潛入馬來西亞，開始與保護新成立馬來西亞的英軍和大英國協軍進行叢林作戰。
雖然輿論支持蘇卡諾宣戰的舉動，陸軍的領導者們並沒有很希望與馬來西亞打仗，他們認為這個舉動犧牲了軍人卻僅圖利了印尼共產黨。此外，陸軍輕視由空軍出身的指揮官達尼（更甚者，他還是一位共黨支持者）。陸軍總司令阿瑪德·雅尼中將和蘇哈托決定將精銳部隊和重要補給品留在爪哇以防衝突升級的狀況。這個舉措受到北蘇門答臘省指揮官卡馬爾·埃迪里斯（為反共者）上校的支持。然而，加里曼丹的陸軍指揮官，親共的穆斯塔法（Mustafa Sjarif Supardjo）准將，對於陸軍領導人違反政策表達憤慨，而他也是後來九三零事件的關鍵參與者，站在反對陸軍高層一方。蘇哈托並不像雅尼，在光天化日之下反對政策，他仍持續以蘇卡諾支持者的身分出現，繼續他的反馬來西亞政策。
1964年8月，蘇哈托授權KOSTRAD的情報官阿里·穆托波上校，秘密派遣數名軍官（包括後來的武裝部隊隊長莱昂纳德斯·本杰明·穆尔达尼），對馬來西亞政府試探和談的可能性。蘇哈托在KOLAGA的期間，他也進行了猖狂的走私活動，藉華裔漁工從北蘇門答臘私運橡膠和木材到馬來西亞。

## 總統
1954年初，印尼首任总统苏加诺极力改善印尼和中華人民共和國的关系，但苏哈托等军队将领却强烈反共。1965年9月30日，印尼發生一次流產政變——九三〇事件。一批左翼军官被指联同共产党试图夺权，政變被時任總統蘇加諾鎮壓后，苏哈托领导陆军战略指挥部趁机独揽大权。蘇哈托反指政變是由蘇加諾親信發動的，乘機推翻了親共親蘇的蘇加諾政權，掌握實際權力。

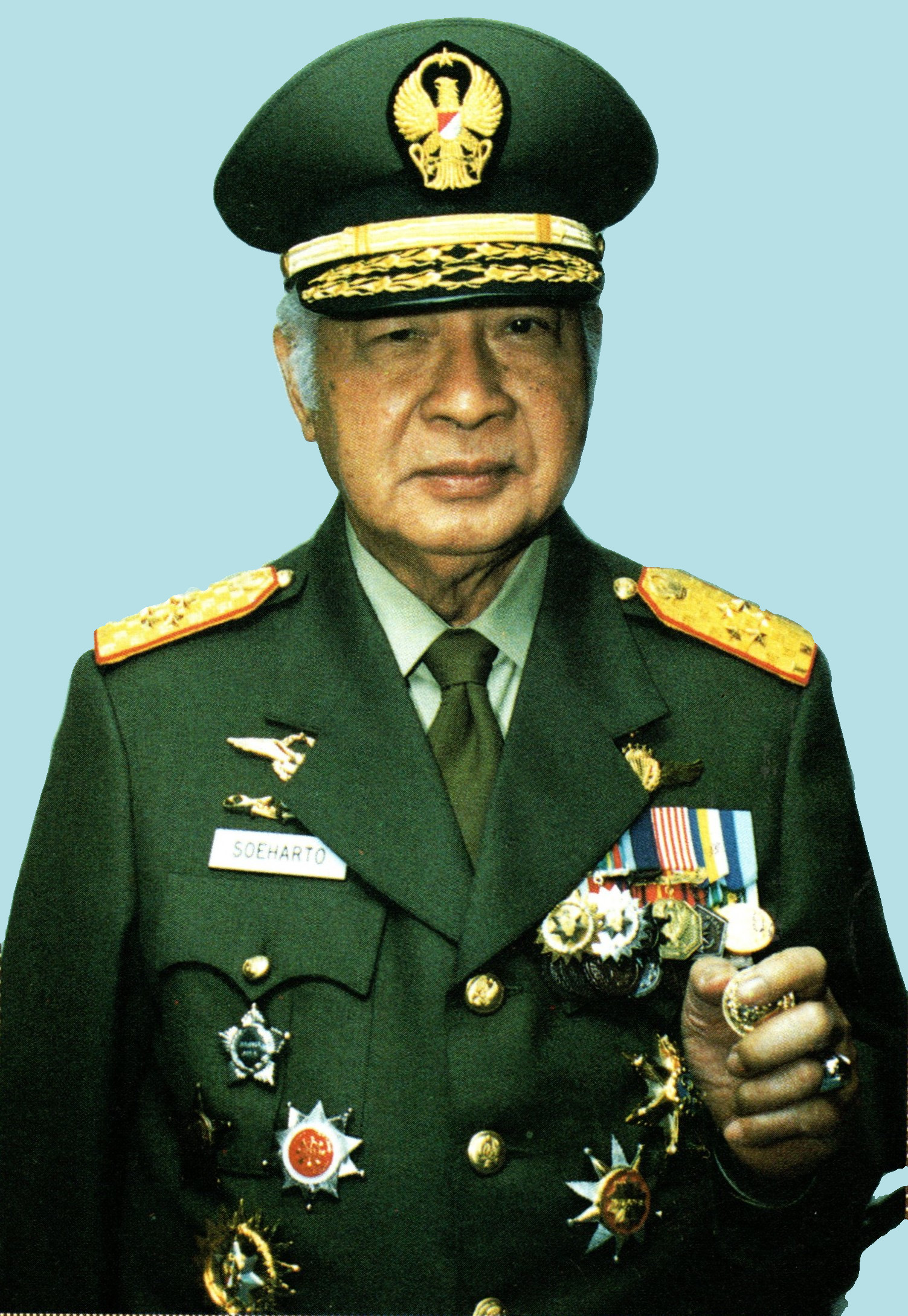
身著元帥服的「五星上將」蘇哈托，攝於1997年

除肃清左翼人士，他还在全国掀起大规模排华浪潮，上万华侨被捕，财物被烧被抢，华文学校和华文报章被取缔，禁止使用汉字，华人社团被禁庆祝中国传统节日，华人被迫改用印尼姓。大量共产党人遭到屠杀、监禁和流放，印尼的几十万华裔则被当作替罪羊，遭到強暴和殺害。1967年，已無實權的蘇加諾被迫辭職，蘇哈托接任。他用铁腕手段和血腥鎮壓的手法解決國內的共產黨問題，亦衍生排華運動，導致不少不支持共產主義的華人也遭殺害。
1975年，強行吞併東帝汶，導致葡萄牙同印尼斷交；並於同年残酷镇压亚齐分离主义人士以及包括教师、知识分子等在内的左派人士。之後亚齐分离主义人士在1976年1月4日成立自由亞齊運動，引發長達30年的武裝衝突。根据印尼及美国、澳大利亚等知情作者出书披露，其组织严密及执行力之强大，造成死伤人数达460万人。 	

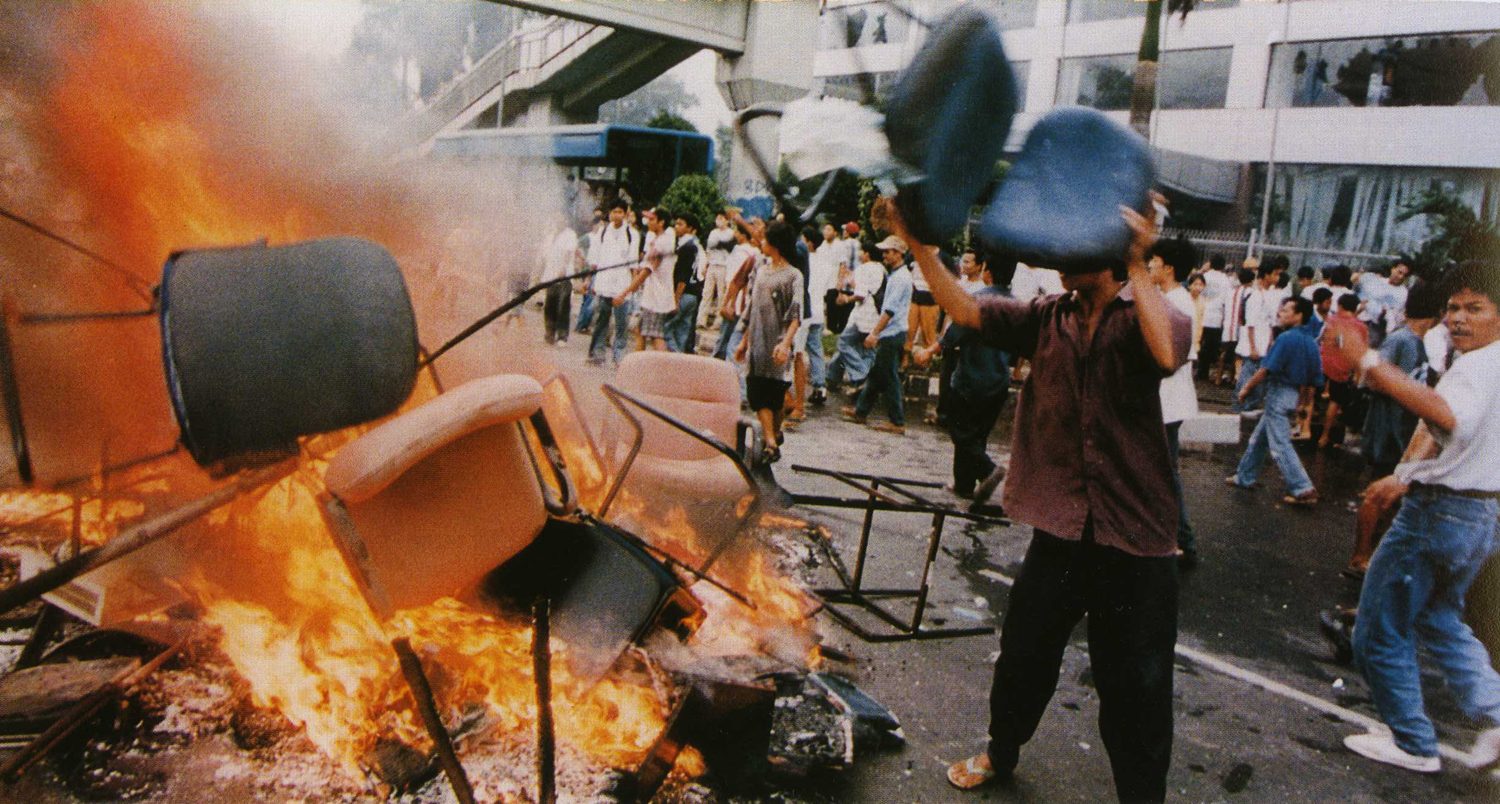
1998年5月14日在首都雅加達，市民烧毁商品

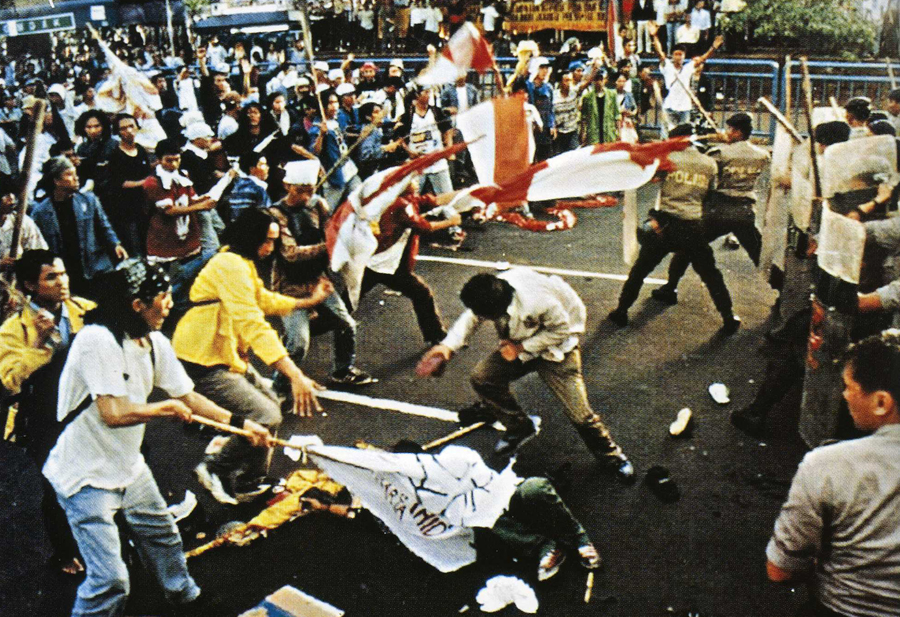
特利刹蒂大學的學生與警察部隊發生衝突

1997年，印尼於亞洲金融風暴中經濟遭受重創，引發大規模對「新秩序」政策的不滿，并引发大规模「黑色五月暴动」，大学生示威抗议、對苏哈托表達不滿，遭军警开枪镇压，触发暴乱。在動亂中，有人焚烧抢掠华人商店住所。据不完全统计，暴乱期间，仅印尼首都雅加达就有5,000多家华人工厂店铺、房屋住宅被烧毁，约170名华人妇女被强暴，近1,200名华人被屠杀，同时发生在梭罗、巨港、楠榜、泗水、棉兰等地的类似暴乱亦造成华人生命财产损失。1998年5月16日，数万名大学生佔領印尼國會大廈並要求苏哈托下台。5月18日，苏哈托要求印尼軍隊總司令采取任何措施恢复國家的安全，但印尼軍隊總司令拒絕執行蘇哈托的命令。5月21日，蘇哈托宣佈下台，結束32年執政。

## 卸任之後
1998年蘇哈托下台後，其總統一職由科技部長优素福·哈比比接任。此後蘇哈托被揭發曾透過不同手段來為自己的家族及親信致富，當中包括貪污、壟斷等手段。據估計，蘇哈托家族的資產總值達150億美元。
之後聯合國人權委員會曾表示，該委員會總共調查了六宗最大型的侵犯人權案件，其中包括蘇哈托於20世紀60年代任職期間殺了的近50萬人。
蘇哈托執政期間，其家族成員控制國家經濟命脈，官商勾結、裙帶資本主義盛行。他的家族和親友控制了印尼的金融業、汽車業、電力、建築業、交通業、森林、礦產、新聞媒體和房地產業，幾乎每個經濟領域都有蘇哈托家族的身影。據印尼商界人士透露，蘇哈托家族慣用的斂財手法是：通過其所控制的公司與國營公司簽訂合同，壟斷經營，從中牟利。
2006年5月12日，印度尼西亚总检察长宣布，鉴于苏哈托健康状况正在恶化，总检察院停止对其涉嫌贪污案的司法审查程序。

## 逝世

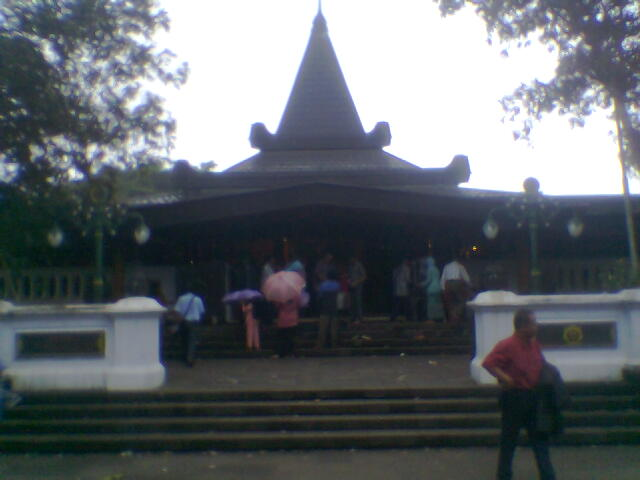
苏哈托家族陵寢

2008年1月4日晚間，蘇哈托因貧血再度住院，出現腎衰竭、肺積水等症狀。1月8日，蘇哈托因內出血、肺積水和心臟併發症，左心房腫脹，已經出現器官衰竭現象。病重期间，马来西亚前首相马哈迪·莫哈末以及新加坡前总理李光耀均前往探视。1月27日，蘇哈托因多個器官衰竭在雅加達的醫院去世，终年86歲。

## 争议

### 对印尼华人的同化与歧视
为了促进对印尼华人的同化，苏哈托政府通过了一系列法律，作为所谓的“解决华人问题的基本方针”。这些法律规定，只允许一家由军方控制的中文出版物继续存在，禁止在公共场所展示华人的文化和宗教表达，华文学校被没收并转为印尼语公立学校，华裔被强迫采用印尼名字，这导致了一种系统性的文化灭绝。1978年，政府开始要求持有《印度尼西亚共和国国籍证明信》（简称SBKRI）。尽管SBKRI在法律上要求所有外国血统的公民都必须持有，但在实际操作中通常只适用于华裔。这给印尼华人在申请国立大学、公务员职位、军队或警察部队等方面带来了困难。
这些措施导致印尼华人在社会中面临着种种困境和歧视。他们的文化、语言和宗教表达受到限制和压制，对其身份认同和社会参与造成了阻碍。这些政策被批评为对印尼华人进行文化灭绝和种族歧视的体制化手段。

### 贪污争议
苏哈托独裁统治期间，印尼的贪污问题非常严重，这段期间被称为KKN（中文称腐败、勾结和裙带关系）。1980年代初，苏哈托子女的公司相继获得了丰厚的政府合同，并通过垄断以得到市场竞争的保护。其中一些例子包括由西蒂·哈尔迪扬蒂·鲁克玛娜垄断的高速公路市场，由巴姆班和汤米·苏哈托垄断的国家汽车项目，甚至苏哈托表弟苏威卡莫诺还拥有印尼最大连锁电影院21 Cineplex。据说该家族控制着印尼约36,000平方公里的房地产，包括雅加达100,000平方米的黄金办公空间和东帝汶近40%的土地。此外，苏哈托的家庭成员还获得了1,251家印度尼西亚最赚钱的国内公司免费股份（大部分由苏哈托的华裔亲信经营），而外国公司则被鼓励与苏哈托家族公司建立"战略伙伴关系"。与此同时，苏哈托家族经营的各种基金会规模越来越大，每年从公共和私营部门收取数百万美元的“捐款”。
1997年，《福布斯》将苏哈托列为全球第四大富豪，他的个人净资产为160亿美元，尽管苏哈托在最后一年担任总统时期的年薪仅为2.1万美元。苏哈托家族控制着360万公顷的印尼土地，面积相当于整个比利时，还直接拥有或在至少564家公司中控股，其几乎涉足印尼的所有经济领域。1984年，22岁的汤米·苏哈托凭借10万美元开始创业。在十周内，他的汇普斯集团（Humpuss Group）就已经有了20个子公司，之后快速增加至60个。一年后，汤米收购了印尼国家石油公司的子公司Perta Oil Marketing，立即使他成为主要的原油经纪人和运输商，Perta每月能达到100万美元的利润。大部分印尼的收费公路由国有公司Jasa Marga建设和运营，随着项目的完成，这些项目给寡头们带来了巨额利润和挪用机会。1989年，苏哈托颁布了一项法令，将他的女儿西蒂·哈尔迪扬蒂·鲁克玛娜所在的集团与Jasa Marga共同经营的所有收费公路利润中的75%划归给她，进一步推高了成本。苏哈托次子班邦将他的集团定位为主要外国电力公司的合作伙伴，并迫使印尼国营电力公司以虚高的价格购买电力。
1999年5月24日，《时代周刊》估计苏哈托家族拥有的财富在现金、股票、公司资产、房地产、珠宝和艺术品方面达到150亿美元。苏哈托起诉该杂志，要求索赔超过270亿美元的诽谤损害赔偿金。2007年9月10日，印尼最高法院判决《时代周刊》杂志向苏哈托支付1兆卢比（1.2859亿美元）的赔偿金。然而在2009年4月16日，最高法院宣布推翻此前就苏哈托起诉美国《时代周刊》案做出的裁决，判定《时代周刊》胜诉。
苏哈托在国际独立倡廉组织“透明国际”的一份“全球腐败报告2004”中被列为世界上最贪污的领导人，在他的32年总统任期内，共挪用公款达150亿至350亿美元。2000年5月30日，当印尼当局开始调查他在总统任期内的贪腐行为时，苏哈托被软禁在家中。同年7月，消息指他被指控挪用其控制的七个慈善基金会中的1.57亿美元。9月，法院宣布他由于健康状况恶化而无法接受审判，并撤销其控状。国家检察官于2002年再次尝试起诉，但随后其医生称苏哈托患有一种未明确的脑部疾病。2008年3月26日，一名民事法庭法官宣布苏哈托无罪，但命令他的慈善基金会Supersemar支付1.1亿美元（5500万英镑）。
2002年，苏哈托的儿子汤米·苏哈托因指使杀害一名法官（此法官之前曾判他犯有贪污罪）、非法持有武器和逃避司法而被判处15年监禁。2006年，他获准"有条件释放"。2003年，苏哈托的同父异母兄弟普罗博苏特乔因在森林项目贪污和造成国家损失1000万美元而受到审判并被判处四年监禁。后来，他成功将刑期减至两年，并引发了反贪污委员会对所谓的"司法黑手党"丑闻展开调查，该丑闻揭露了向各个法官提供60万美元贿赂的事件。普罗博苏特乔于2005年10月承认了这一计划，之后他的律师被逮捕，同时他也被恢复四年刑期。在一家医院发生短暂对峙事件后，据报道普罗博苏特乔得到了一群警察的保护，他于2005年11月30日被逮捕。2007年7月9日，印尼检察官对苏哈托提起民事诉讼，以追回据称从奖学金基金中消失的国家资金（4.4亿美元），并要求获得额外的11亿美元赔偿金。

### 打压新闻自由
苏哈托曾于1994年下令关闭时代杂志（Tempo Magazine）、编辑杂志（Editor Magazine）及点滴网（Detik），时代报作出反击，发起了抗议活动。资深女记者克莉丝汀说，苏哈托政权不容任何媒体批评，有一次编辑曾让她翻译一篇法国杂志的文章，这篇文章是有关于苏哈托如何借助灵媒、巫术制定政策，隔日资讯部长办公室打电话便到报社警告，若再次出现类似报导将要求报社关门。
1992年，非政府组织「無國界記者」將苏哈托列入「新聞自由掠奪者」名單。

## 评价
根據其病逝的報導，印尼各族群對蘇哈托多半沒有好感。印尼一个人权组织曾形容他是“暴君之死”。一名大学教授在接受记者采访时说，“苏哈托担任印尼总统期间，他的统治就像是黑社会和黑手党一样。苏哈托破坏了印尼的一切，包括国会、法律以及政治制度，在他统治期间，印尼的军队和警察完成变成了他的私人工具，对印尼人民进行野蛮的屠杀和掠夺。他以及整个家族掠夺来的财富，其实正是印尼人民多年来失去的。苏哈托家族在印尼垄断了四分之三的国家经济，他们将绝大部分财产转移到了国外，特别是转移到了瑞士银行的财产最多。苏哈托浪费了印尼人民最精华的几年时间，他理应接受人民的审判。”
美国《纽约时报》：苏哈托长达32年的独裁统治被认为是20世纪最残酷和腐败的独裁统治之一。

## 外部連結
- news.bbc.co.uk, Life in pictures: Indonesia's Suharto （页面存档备份，存于） BBC
- Financial Times obituary （页面存档备份，存于）
- The Guardian obituary （页面存档备份，存于）
- Obituary in The Times, 28 January 2008 （页面存档备份，存于）
- "Suharto, Inc."（页面存档备份，存于） May 1999 Time Magazine exposé on Suharto's regime and family, published on the first anniversary of Suharto's resignation
- Shadow Play （页面存档备份，存于） — Website accompanying a 2002 PBS documentary on Indonesia, with emphasis on the Suharto-era and the transition from New Order to Reformation
- "We need to be told" （页面存档备份，存于） – Article by Australian journalist and Suharto critic John Pilger on the fortieth anniversary of the Transition to the New Order, New Statesman, 17 October 2005.
- Tiger Tales: Indonesia （页面存档备份，存于） — Website accompanying a 2002 BBC World Service radio documentary on Indonesia, focusing on early Suharto era. Features interviews with Indonesian generals and victims of the regime. Program is available in streaming RealAudio format.